# Митове (книга)
„Митове“ (на английски: Mythos) е книга, написана от английския автор Стивън Фрай, публикувана през 2017 г. Това е преразказ на редица древногръцки митове, избрани от Фрай. „Митове“ е последвана от книгата на Фрай „Герои“ от 2018 г., която е преразказ на митовете за древногръцките герои, както и пиеса, озаглавена „Митове: Трилогия“, чиято премиера е на фестивала Шоу в Онтарио, Канада, през 2018 г., а във Великобритания през август 2019 г. През 2020 г. е издадена третата книга от поредицата – „Троя“ (Обсадата на Троя, преразказана), в която се разглеждат любовта и войната, страстта и властта.

## Сюжет
В началото на книгата Фрай заявява, че не са необходими никакви познания, за да се оценят историите и че „няма абсолютно нищо академично или интелектуално в гръцката митология; тя е пристрастяваща, забавна, достъпна и удивително човешка“. Разказите са предимно преразкази на митове, базирани на Теогония на Хезиод, Метаморфози на 'Овидий и Златното магаре на Апулей.

## Прием
В своята рецензия за вестник „Гардиън“ английската професорка по старогръцка литература Едит Хол критикува ограничената селекция от митове на Фрай и допълва, че липсата на страница със съдържание или индекс в книгата означава, че читателят не е предупреден за нейния неразбираем характер. Тя обаче хвали Фрай, че е използвал славата си в конструктивна употреба – неговият „отличителен глас несъмнено добавя нещо оживено, хумористично и интимно към психологическото измерение на мита...“ „Митове“ получава оценка 4/5 в рецензия, озаглавена „Каква книга е Митове на Стивън Фрай? Кой знае - но е умна и забавна“ в раздела за култура на вестник „Дейли Телеграф“. Вестник „Скотсман“ хвали достъпността на книгата, както и познанията и ентусиазма на Фрай по темата, но разкритикува непоследователността на стила на книгата, заявявайки, че тя е смесица между това да бъде ерудирана и „умишлено по-ниска“.
Към август 2019 г. „Митове“ има оценка 4.2 / 5 в Goodreads.com и оценка 4.7 от 5 в Audible.com.